# ایگور پروتی
ایگور پروتی (انگلیسی: Igor Protti؛ زادهٔ ۲۴ سپتامبر ۱۹۶۷) بازیکن فوتبال اهل ایتالیا است.
از باشگاه‌هایی که در آن بازی کرده‌است می‌توان به باشگاه ورزشی لاتزیو، باشگاه فوتبال مسینا، باشگاه فوتبال باری، باشگاه فوتبال رجانا، باشگاه فوتبال لیورنو، و باشگاه فوتبال ناپولی اشاره کرد.